# Gemeindehaus Nordend

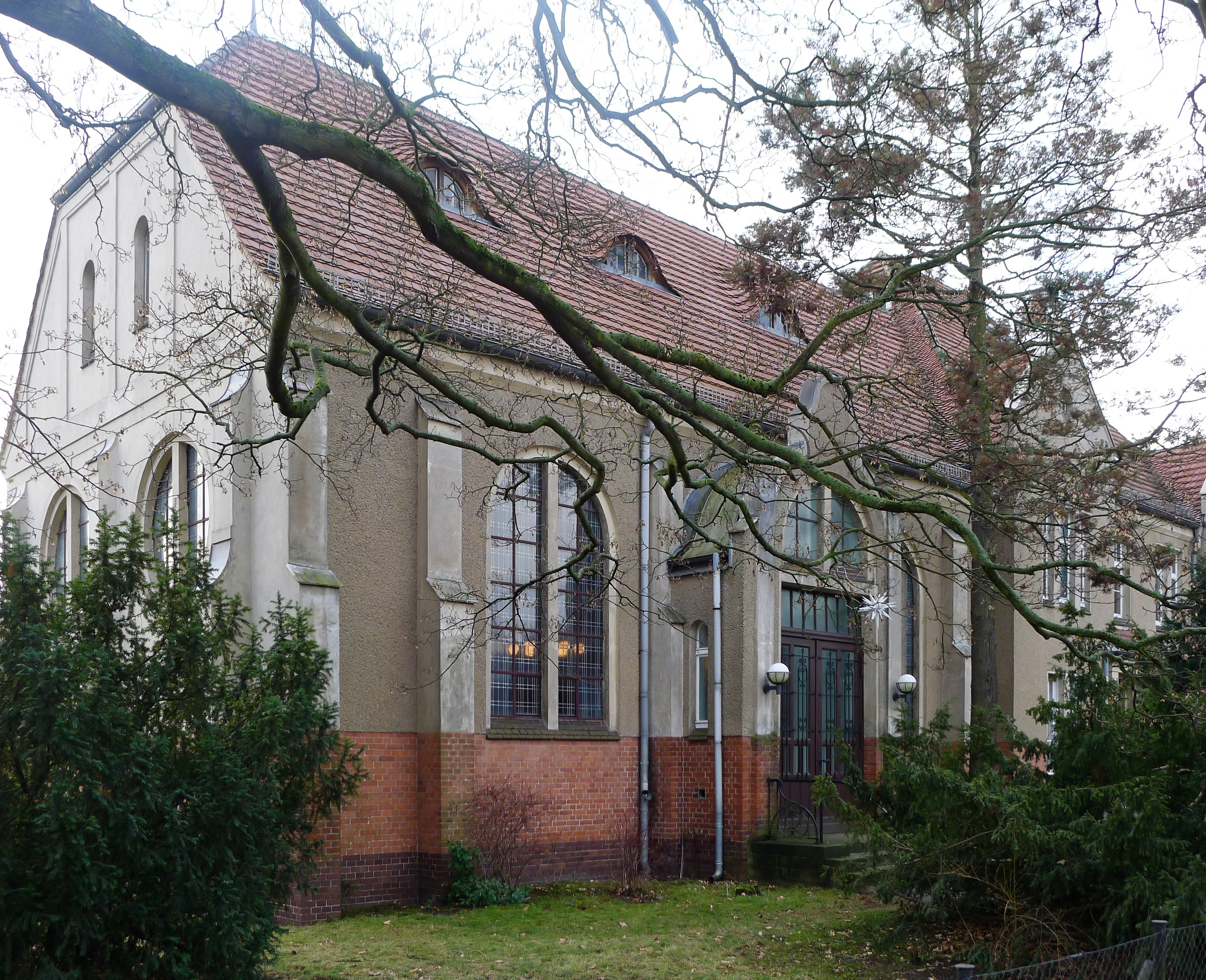
Gemeindehaus Nordend

Das evangelische Gemeindehaus Nordend in der Schönhauser Straße 32 im heutigen Berliner Ortsteil Rosenthal des Bezirks Pankow wurde im Stil der Reformarchitektur von Fritz Gottlob errichtet. Das Gemeindehaus mit dem Kirchsaal steht unter Denkmalschutz.

## Geschichte
In einem Brief der Bürger von Nordend vom 18. Februar 1908 an den Gemeindekirchenrat von Rosenthal wird die Erwerbung eines geeigneten Grundstücks in Nordend zur kirchlichen Verwendung gefordert, weil sie sich gegenüber den Bewohnern von Rosenthal und Wilhelmsruh zurückgesetzt fühlen. Bereits am 15. März 1908 wird der Ankauf eines Grundstücks beschlossen. Die Berliner Architekten Fritz Gottlob und Georg Büttner legten ihre Entwürfe für das neue Gemeindehaus am 2. Februar 1909 dem Gemeindekirchenrat vor. Nach dem Vorschlag des Architekten Gottlob, sein Entwurf wurde angenommen, sollten auf dem Gelände ein Gemeindehaus mit Predigtsaal, eine Station für die Gemeindeschwestern, eine Werkdienstwohnung für den Hausmeister, sowie ein Pfarrhaus entstehen, zu einem späteren Zeitpunkt direkt an der Straße auch eine Kirche mit Glockenturm. Für die Grundsteinlegung und das Richtfest sind keine Termine überliefert. Die Abnahme des Rohbaus erfolgte am 29. Dezember 1909, die Einweihung am 17. April 1910.
Seit dem 1. April 1950 ist die Kirchengemeinde Nordend, die bis dahin zur Parochie Rosenthal gehörte, eigenständig. Heute gehört die Gemeinde Nordend zum Kirchenkreis Berlin Nord-Ost. Seit 1998 haben die Gemeinden Nordend und Martin Luther zusammen eine Pfarrstelle, sie bildeten einen gemeinsamen Gemeindekirchenrat.
Der 2004 gegründete Förderverein trug dazu bei, den Kirchsaal im Jugendstil und die stark beschädigte Orgel der Gebrüder Dinse wiederherzustellen.

## Baubeschreibung
Obwohl Gottlob zunächst als Experte für die Backsteingotik galt, wandelt sich seine Kirchenarchitektur vom Historismus zum Reformstil. Der mehrgeschossige verputzte Mauerwerksbau des Gemeindehauses Nordend ist eine Kombination aus Neorenaissance und geometrischen Jugendstil. Ornamente im Jugendstil befinden sich auch in Nebenräumen und im Treppenhaus.
Die Dächer sind unterschiedlich hoch. Der doppelt abgestufte Dachreiter mit Laterne, in dem die von den Gebrüdern Schilling gegossene Glocke hing, wurde im Zweiten Weltkrieg zerstört. Seit den 1950er Jahren steht ein aus Granit errichteter Glockenturm auf der Kirchwiese.
Beim Bau des Gemeindehauses gelangten neuartige Materialien zum Einsatz und es wurden moderne Verfahren angewandt. Im Predigtsaal und in der Eingangshalle wurde ein kostengünstiges Rabitz-Gewölbe eingehängt. Im Saal wurde ein Mosaikparkett direkt auf den Estrich geklebt. Für die Wärmeversorgung des gesamten Hauses wurde eine Zentralheizung eingebaut.
Der Altarraum befindet sich an der Westseite des Saales. Auf der durch zwei Stufen erhöhten Terrazzo-Estrade stand ursprünglich der gemauerte, verputzte und mit Stuck verzierte Altar. Auf der rechten Seite befand sich die Kanzel, ebenfalls gemauert, verputzt und mit Stuck verziert. Diese Anordnung empfahl das Wiesbadener Programm, wonach die Kirche ein Versammlungshaus der feiernden Gemeinde sein soll. Hinter der Kanzel ging es zur Sakristei. Das Altarbild wurde direkt auf den Putz gemalt, es stammt vermutlich von Fritz Gottlob.
Neben dem großen Kirchsaal befindet sich noch ein kleiner, in dem ursprünglich die Kinder während des Gottesdienstes spielten, der aber heute als Winterkirche benutzt wird.

## Orgel

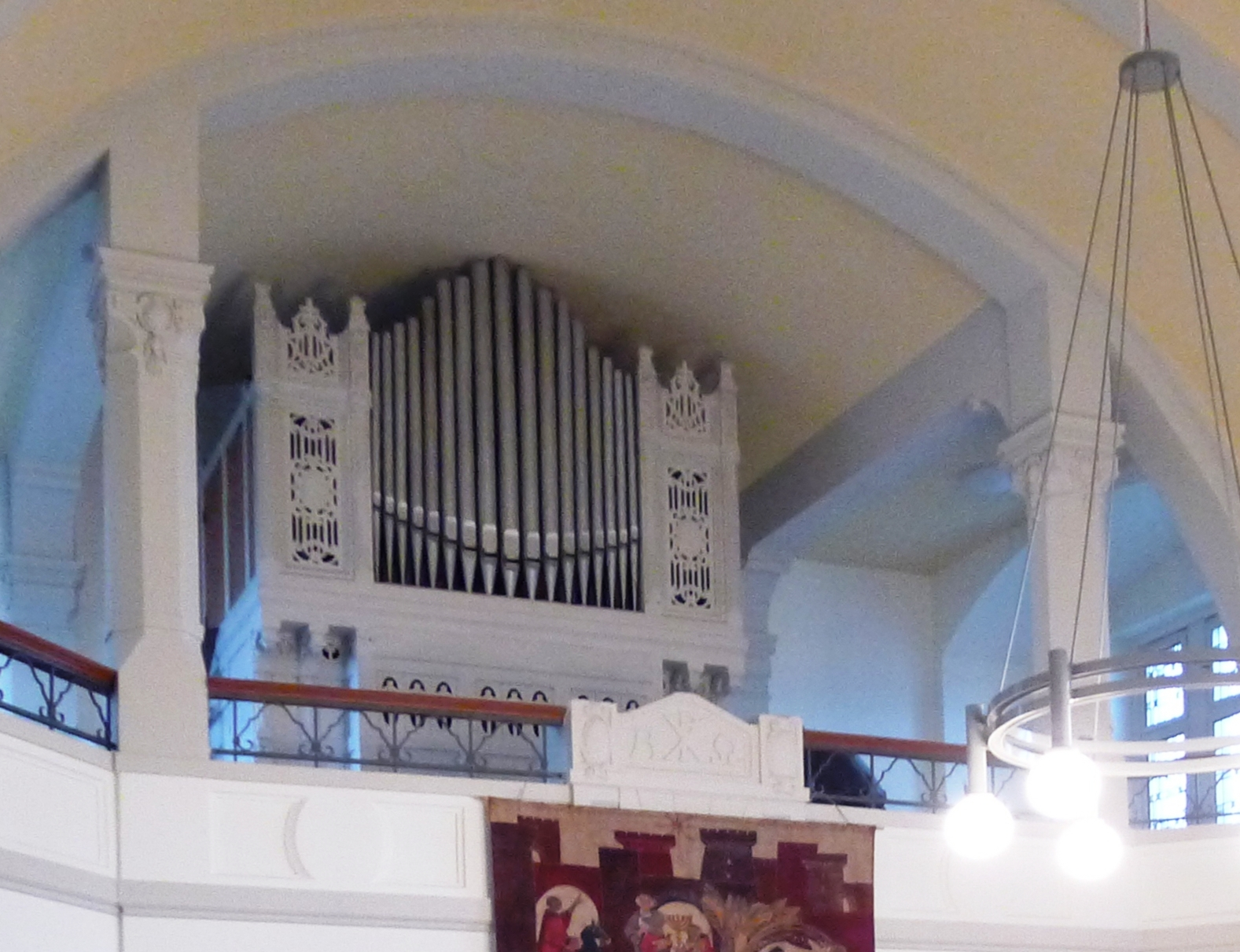
Dinse-Orgel von 1910

Auf einer Empore über der Altarwand steht die Orgel der Gebrüder Dinse aus dem Jahr 1910. Den Prospekt entwarf Fritz Gottlob. Das Instrument verfügt über 12 Register mit folgender Disposition:
| I Manual C–f3 |           |        |
| 1.            | Bourdon   | 16′    |
| 2.            | Principal | 08′    |
| 3.            | Hohlflöte | 08′    |
| 4.            | Oktave    | 04′    |
| 5.            | Quinte    | 02 ⁄3′ |
| 6.            | Oktave    | 02′    |

| II Manual C–f3 |         |     |
| 7.             | Gedackt | 08′ |
| 8.             | Aeoline | 08′ |
| 9.             | Gedackt | 04′ |
| 10.            | Flöte   | 02′ |

| Pedal C–d1 |            |     |
| 11.        | Subbass    | 16′ |
| 12.        | Choralbass | 04′ |

## Glocken

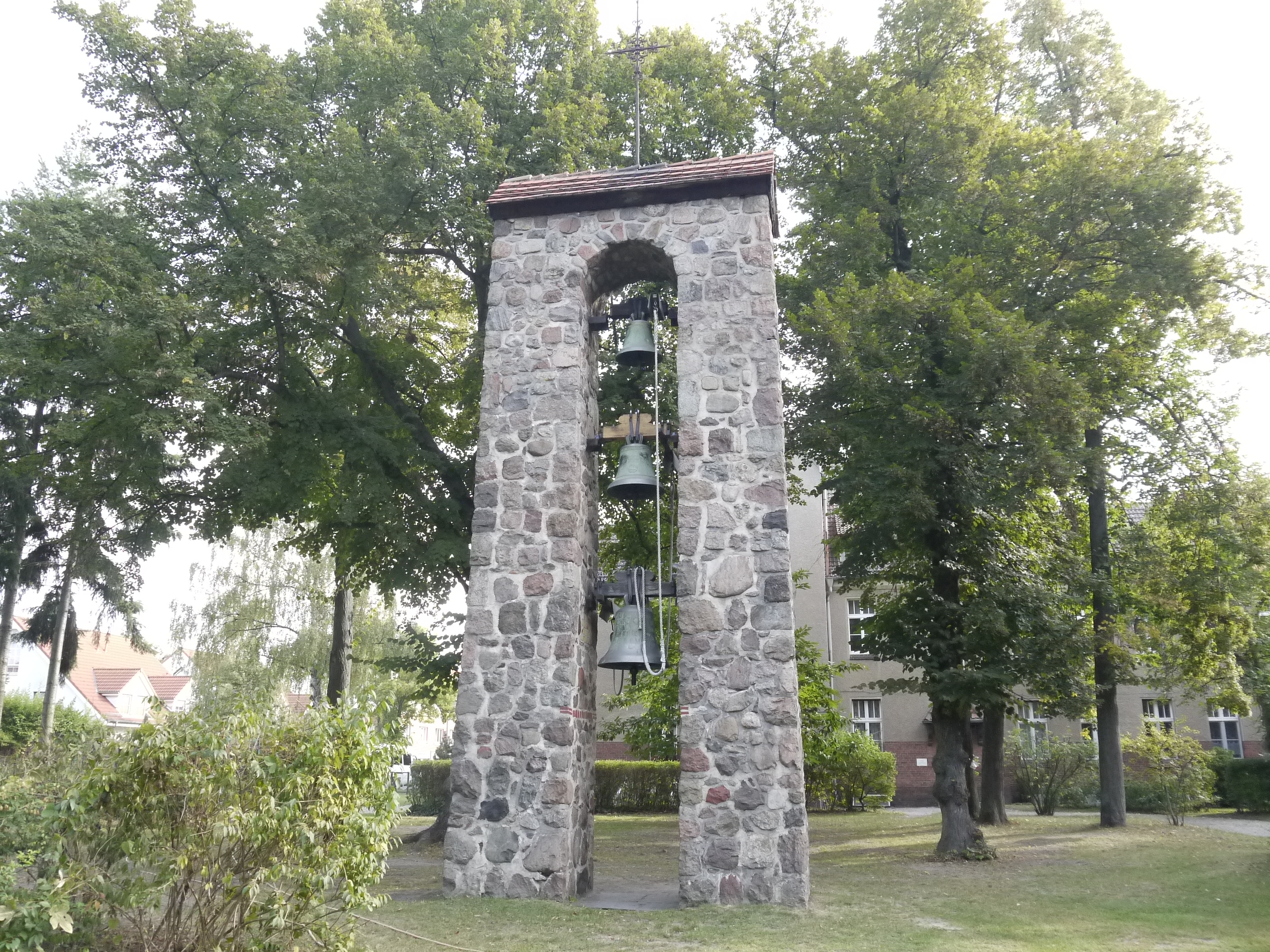
Glockenturm

Das Gemeindehaus besitzt drei Glocken, die in einem Campanile neben dem Gemeindehaus hängen. Sie werden, wie es in wenigen Kirchen noch üblich ist, von Hand geläutet. Die mittlere Glocke wurde 1909 in der Glockengießerei in Apolda hergestellt und hing noch im ursprünglichen Dachreiter. 1944 ist diese Glocke gesprungen und konnte 1951 geschweißt werden. Im selben Jahr hat die Gemeinde eine zweite (heutige kleine) Glocke beschafft. Im Jahr 1953 hat der damalige Pfarrer als persönliches Geschenk an die Gemeinde eine dritte (heutige große) Glocke beschafft. Im Jahr 1955 wurde der heutige Glockenturm gebaut, der seit 1997 das Erkennungszeichen der Gemeinde ist. Am Reformationstag 1955 haben die Glocken das erste Mal zusammen geläutet. 2009 wurde das Joch der großen Glocke, 2016 das Joch der mittleren Glocke und 2017 das Joch der kleinen Glocke erneuert. Die Glocken klingen in den Tönen a′ – cis″ – dis″.